# チャカイート駅

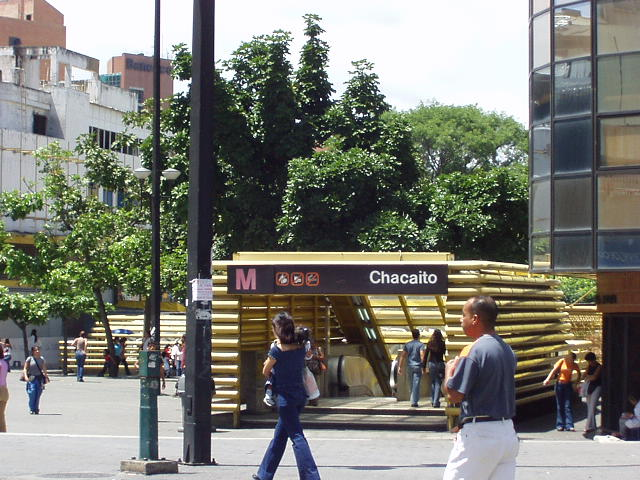
チャカイート駅出口（2004年6月）

チャカイート駅（チャカイトえき、Estación Chacaíto）は、ベネズエラのカラカスにあるカラカス地下鉄1号線の地下鉄駅である。ミランダ州チャカオ市にある。

## 駅の構造
地下1階が改札と切符売り場。地下2階が相対式2面2線のホームである。ブリオン提督広場の下にあり、出口は広場の周りに計6か所ある。

## 駅の周辺
広場の周りには、セントロ・コメルシアル・チャカイートなどのショッピングセンターが並ぶ。周辺は商業地区で、西にサバナ・グランデ歩道が、東にフランシスコ・デ・ミランダ通りが接続する。

## 歴史
- 1988年3月27日 1号線の延長により開業した。[1]

## 隣の駅
サバナ・グランデ駅 - チャカイート駅 - チャカオ駅